# Kuf Ab (district)
Kuf Ab est un district de la province de Badakhchan en Afghanistan. Sa population est estimée à 21 400 habitants.